# Holtwick (Bocholt)
Holtwick ist ein Stadtteil und Wohnplatz von Bocholt in Nordrhein-Westfalen. Bis zur Eingemeindung am 1. Januar 1975 war Holtwick eine eigenständige Gemeinde im Amt Liedern-Werth.

## Lage, Einwohnerzahl
Holtwick liegt zwischen dem Stadtteil Hemden im Norden, dem Stadtteil Lowick im Südwesten, dem ehemaligen Stadtkreis Bocholt im Südosten sowie dem Stadtteil Spork im Westen. 2012 lebten in Holtwick 1005 Einwohner.

## Geschichte
In Holtwick befand sich bis 1841 das Haus Horst, ab 1802 Landsitz und ab 1816 Hauptwohnsitz der Familie des fürstlich salm-salm’schen Hofkammerrats und Fabrikanten Anton Diepenbrock, der ab 1811 als Maire des Kantons Bocholt amtiert hatte. Unter dessen vielen Kindern wuchsen dort Apollonia Diepenbrock, eine spätere Krankenhausstifterin, Melchior Diepenbrock, der spätere Fürstbischof von Breslau, und Conrad Joseph Diepenbrock, ein Teilnehmer der Deutschen Revolution 1848/1849, auf. In dem Kreis der Familie Diepenbrock verkehrten die Dichter Clemens Brentano und Luise Hensel.